# Tetratheca
Tetratheca är ett släkte av tvåhjärtbladiga växter. Tetratheca ingår i familjen Elaeocarpaceae.

## Dottertaxa tillTetratheca, i alfabetisk ordning[1]
- Tetratheca affinis
- Tetratheca angulata
- Tetratheca aphylla
- Tetratheca applanata
- Tetratheca bauerifolia
- Tetratheca chapmanii
- Tetratheca ciliata
- Tetratheca confertifolia
- Tetratheca decora
- Tetratheca deltoidea
- Tetratheca efoliata
- Tetratheca elliptica
- Tetratheca ericifolia
- Tetratheca erubescens
- Tetratheca exasperata
- Tetratheca fasciculata
- Tetratheca filiformis
- Tetratheca fordiana
- Tetratheca glandulosa
- Tetratheca gunnii
- Tetratheca halmaturina
- Tetratheca harperi
- Tetratheca hirsuta
- Tetratheca hispidissima
- Tetratheca insularis
- Tetratheca juncea
- Tetratheca labillardierei
- Tetratheca neglecta
- Tetratheca nephelioides
- Tetratheca nuda
- Tetratheca parvifolia
- Tetratheca paucifolia
- Tetratheca paynterae
- Tetratheca phoenix
- Tetratheca pilata
- Tetratheca pilifera
- Tetratheca pilosa
- Tetratheca plumosa
- Tetratheca procumbens
- Tetratheca pubescens
- Tetratheca remota
- Tetratheca retrorsa
- Tetratheca rubioides
- Tetratheca rupicola
- Tetratheca setigera
- Tetratheca shiressii
- Tetratheca similis
- Tetratheca spartea
- Tetratheca spenceri
- Tetratheca stenocarpa
- Tetratheca subaphylla
- Tetratheca thymifolia
- Tetratheca virgata